# BET Award para Vídeo do Ano
O BET Award para Melhor Vídeo do Ano (do original em inglês, BET Award for Video of the Year) é uma das atuais categorias do BET Awards, premiação estabelecida em 2001 para reconhecer destaques do mercado fonográfico e de entretenimento afro-americano. Esta categoria foi apresentada originalmente juntou com a estreia da premiação na edição de 2001 e destina-se a premiar artistas individuais ou grupos musicais por seus respectivos videoclipes musicais durante o ano anterior à cada edição específica.
Em 2001, a dupla de rappers Outkast foi a primeira vencedora da premiação, sendo novamente vencedora em 2004 e 2008. Na edição seguinte, o prêmio foi vencido por Busta Rhymes, P. Diddy e Pharrell Williams coletivamente por sua produção do videoclipe de "Pass the Courvoisier, Part II" apesar da categoria não privilegiar especificamente colaborações entre artistas. A cantora Beyoncé, vencedora primeiramente em 2007 pelo videoclipe de "Irreplaceable", é o maior vencedora da categoria (com um total de 6 vitórias) e figura ao lado do rapper canadense Drake como os dois artistas mais indicados na categoria (com 14 indicações cada um).

## Vencedores e indicados
| Ano  | Vencedor(s)                             | Obra                                          | Indicados | Ref.  |
| ---- | --------------------------------------- | --------------------------------------------- | --- | ----- |

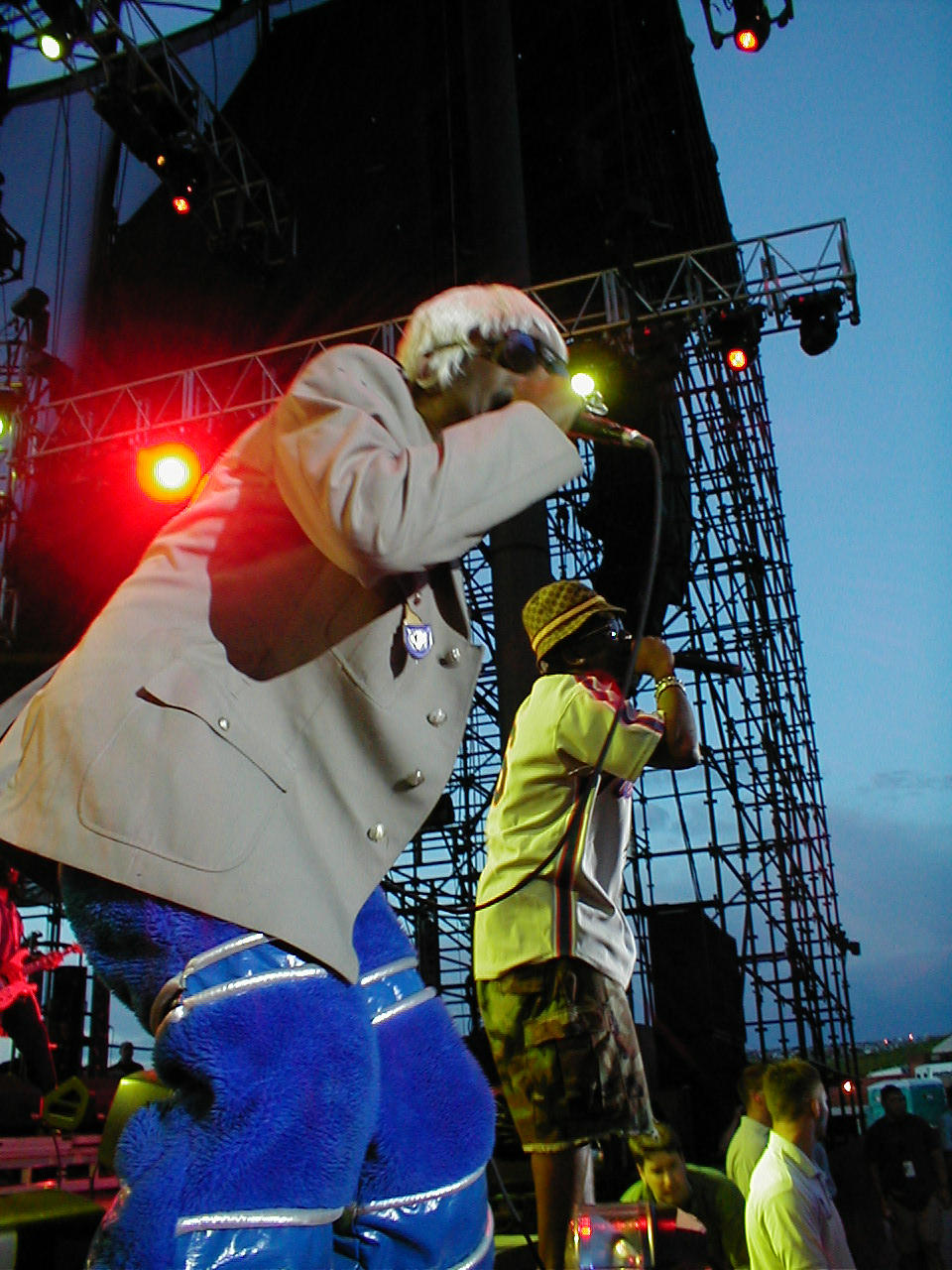
A dupla OutKast, primeira vencedora da categoria em 2001.

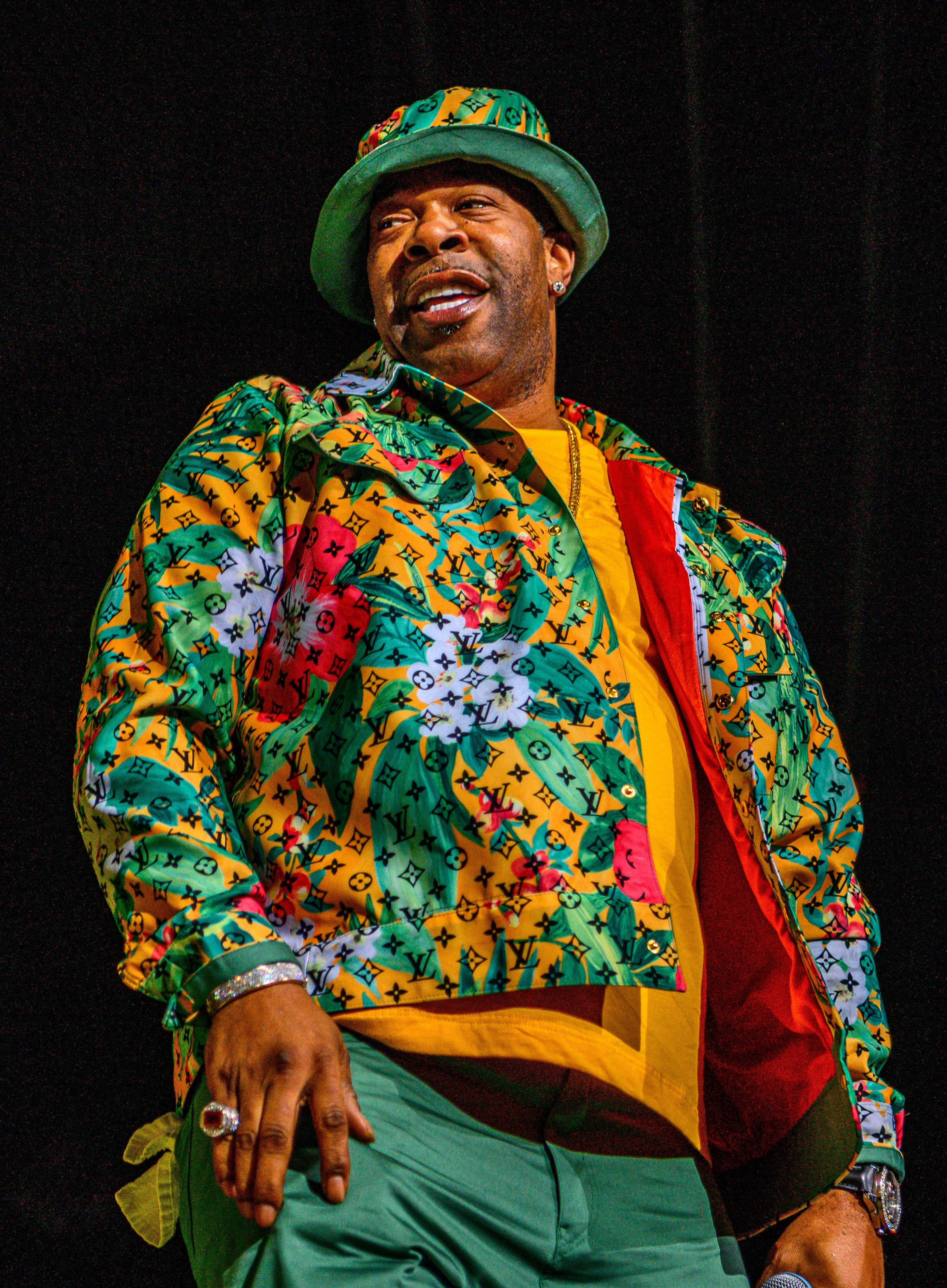
Busta Rhymes, vencedor em 2002 e 2011

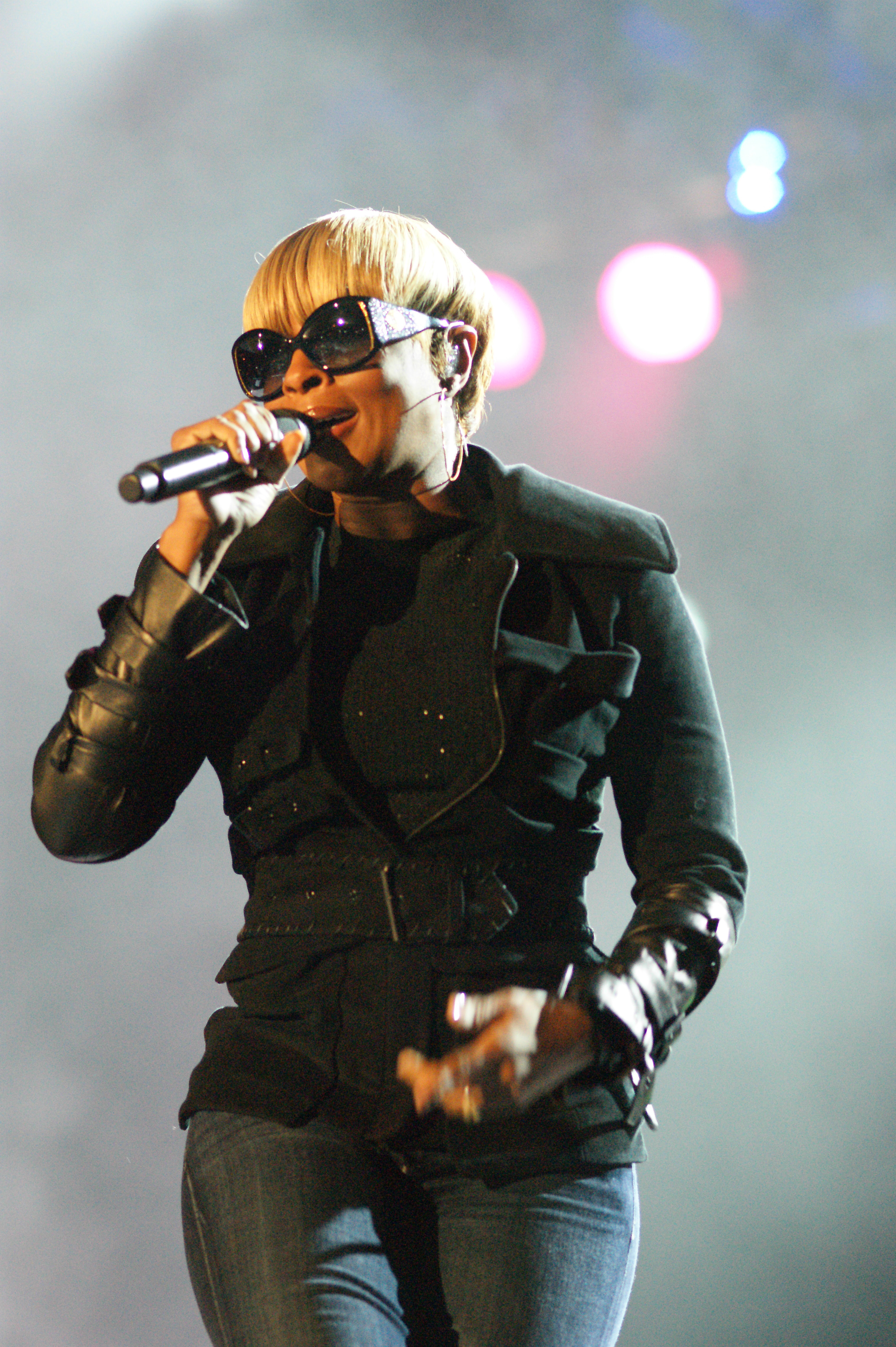
Mary J. Blige, vencedora em 2005.

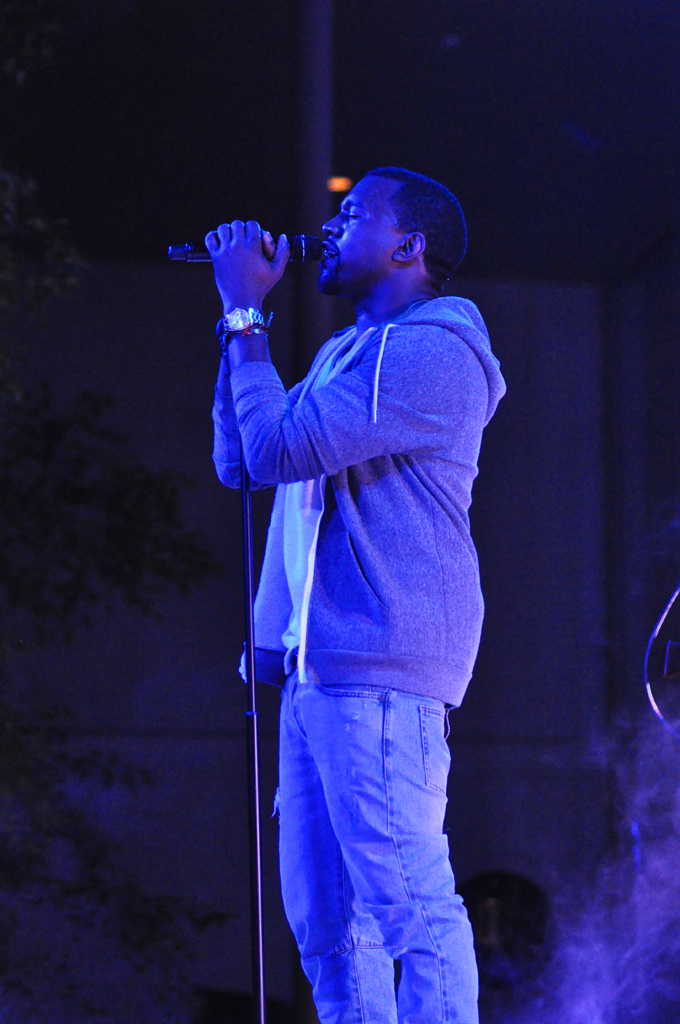
Kanye West, vencedor em 2005, 2006 e 2012.

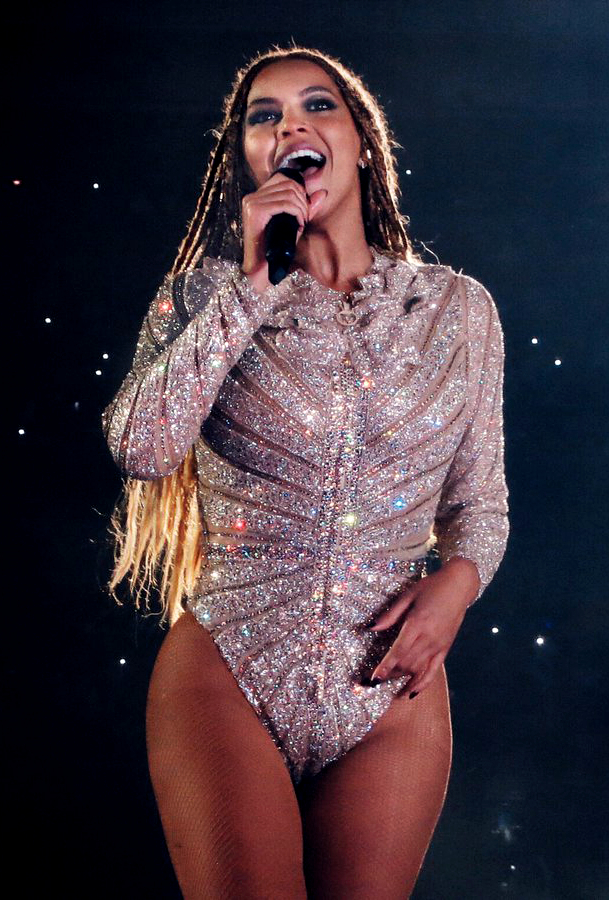
Beyoncé, a maior vencedora e mais indicada da categoria, com 6 prêmios e 14 indicações.

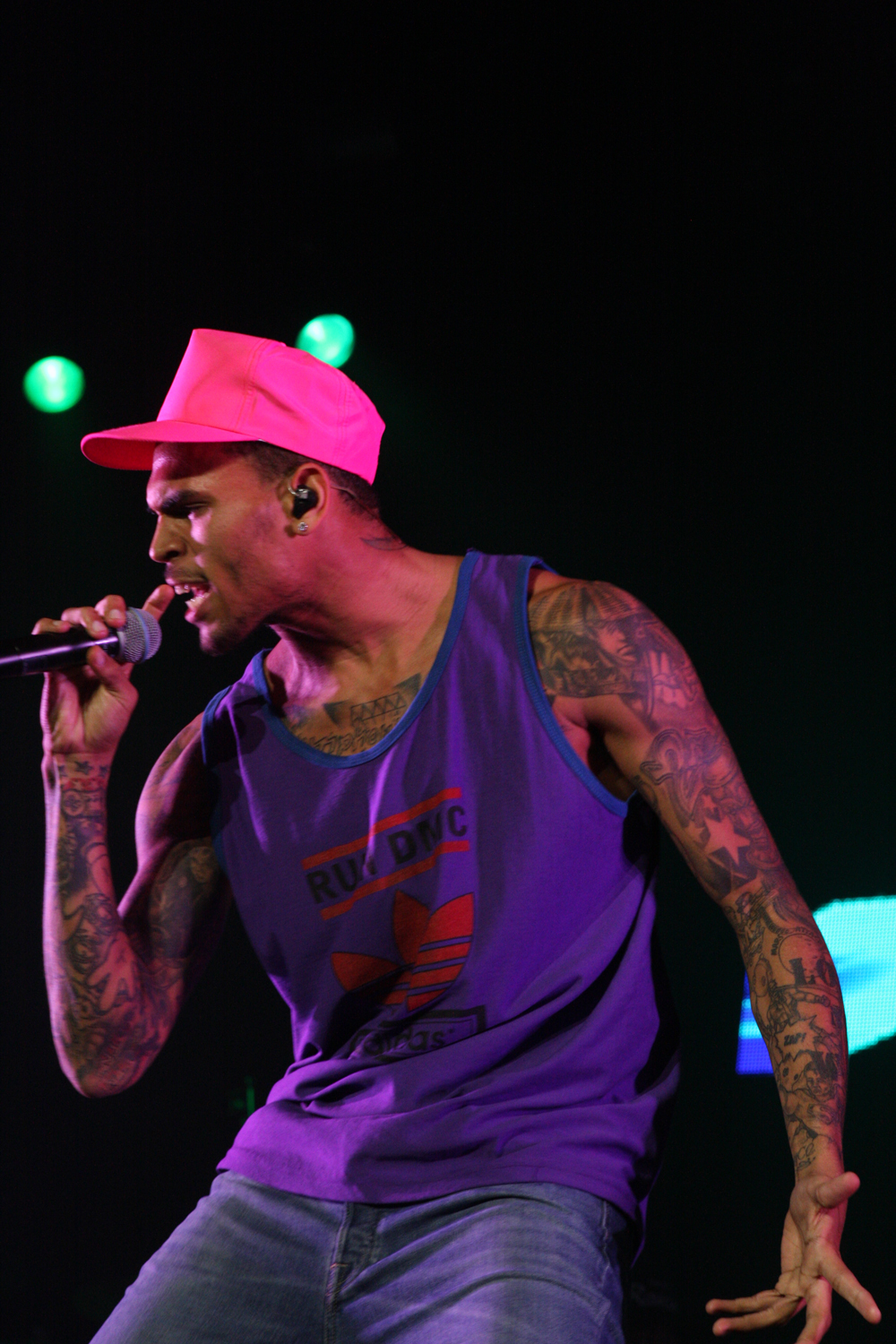
Chris Brown, vencedor em 2011 e indicado outras 5 vezes.

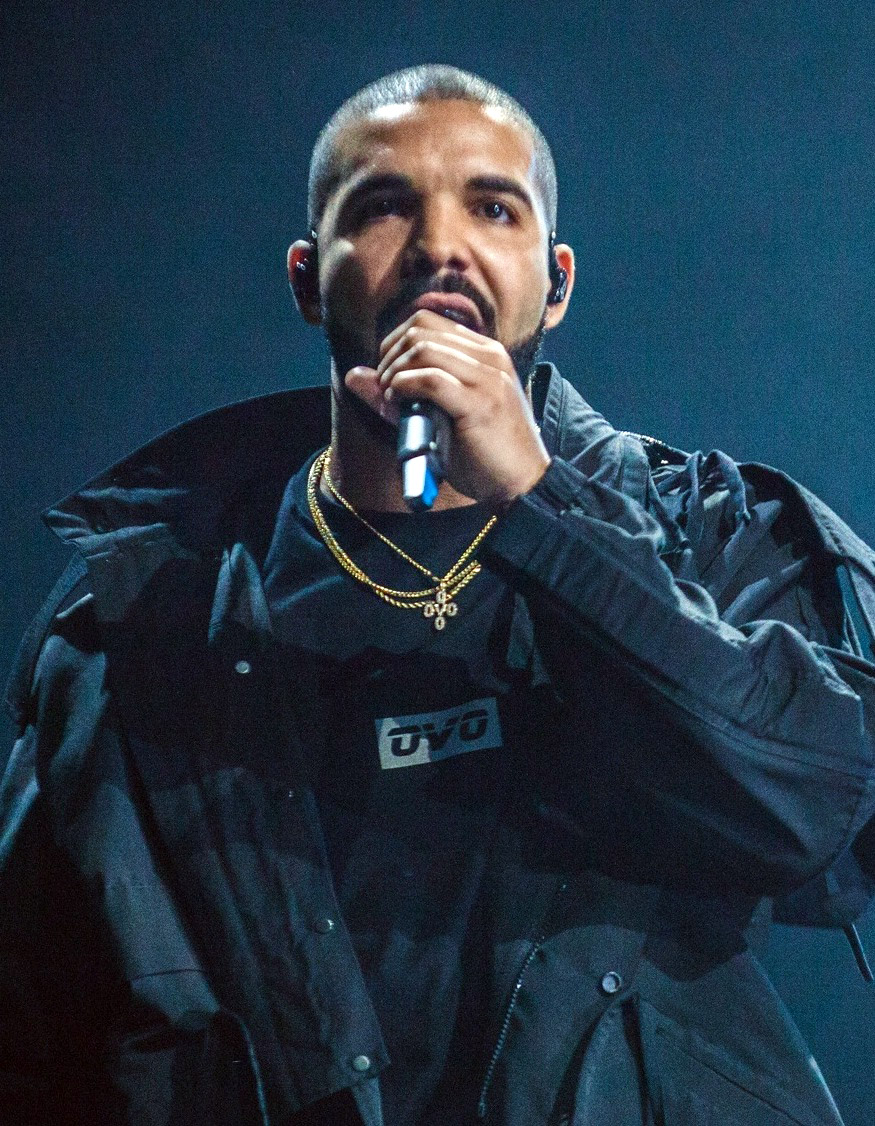
Drake, vencedor pela primeira vez em 2011, acumula 14 indicações.

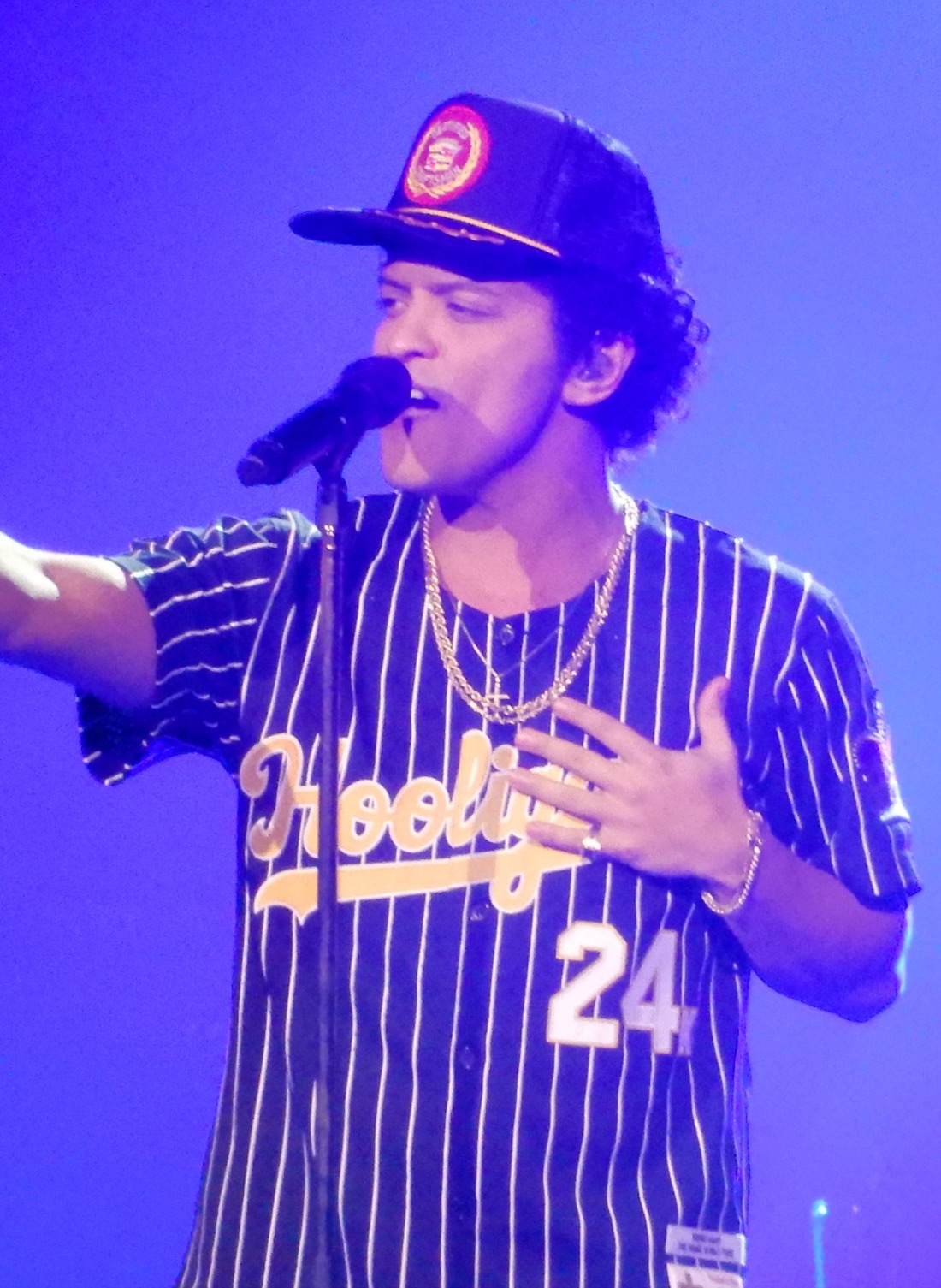
Bruno Mars possui 6 indicações e 2 vitórias na categoria.

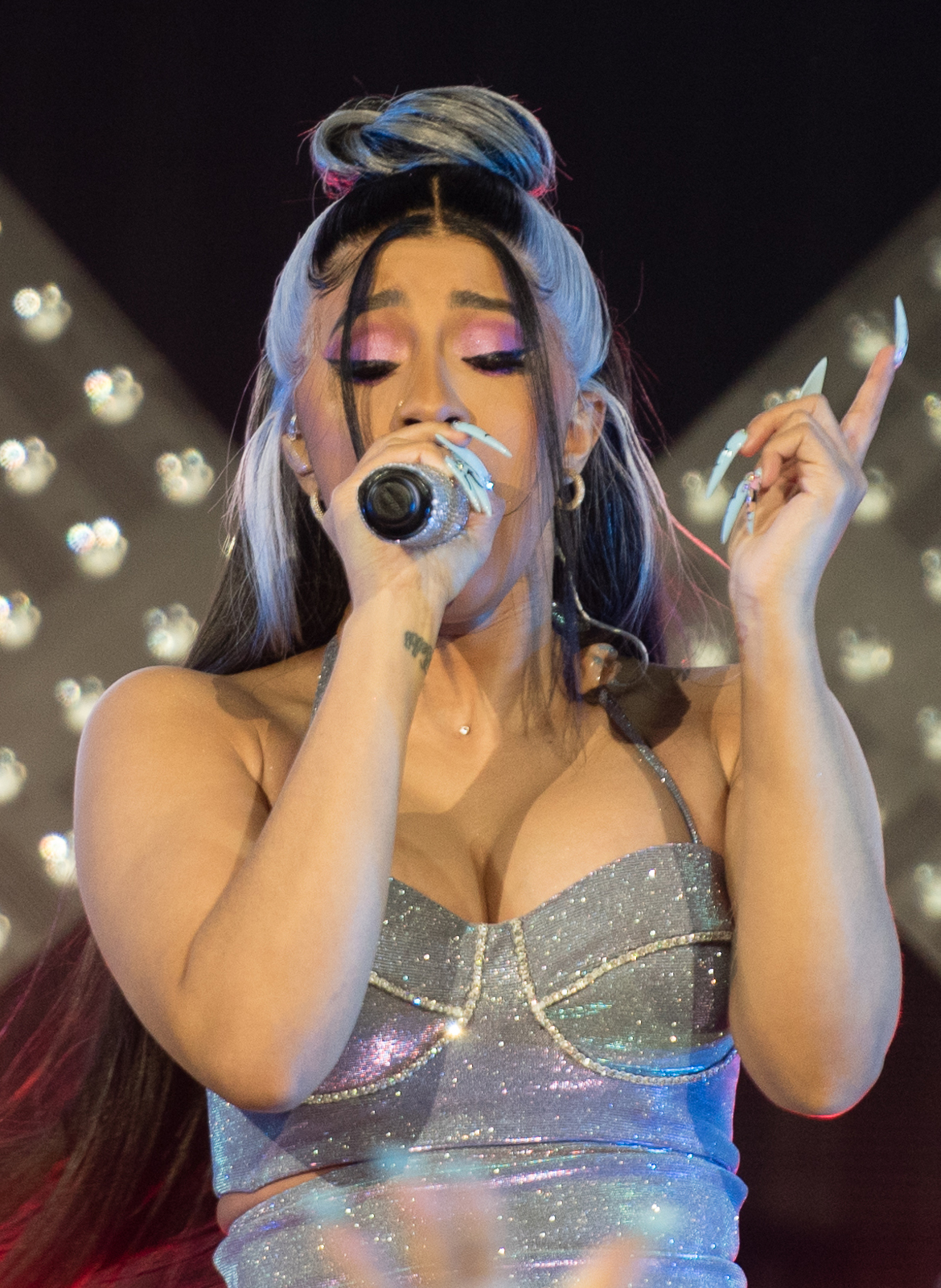
Cardi B possui 6 indicações na categoria.

| 2001 | Outkast                                 | "Ms. Jackson"                                 | - Destiny's Child – "Independent Women Part I" - Dr. Dre, Snoop Dogg e Nate Dogg – "The Next Episode" - Eminem e Dido – "Stan" - Janet Jackson – "All for You" |       |
| 2002 | Busta Rhymes P. Diddy Pharrell Williams | "Pass the Courvoisier, Part II"               | - Aaliyah – "Rock the Boat" - Missy Elliott, Ludacris e Trina – "One Minute Man" - P. Diddy, Black Rob e Mark Curry – "Bad Boy for Life" - Usher – "U Got It Bad" |       |
| 2003 | Erykah Badu Common                      | "Love of My Life (An Ode to Hip-Hop)"         | - B2K – "Girlfriend" - Missy Elliott – "Work It" - Eminem – "Lose Yourself" - Nelly – "Hot in Herre" |       |
| 2004 | Outkast                                 | "Hey Ya!"                                     | - Beyoncé e Jay-Z – "Crazy in Love" - Alicia Keys – "You Don't Know My Name" - Outkast e Sleepy Brown – "The Way You Move" - Usher, Lil' Jon e Ludacris – "Yeah!" |       |
| 2005 | Kanye West                              | "Jesus Walks"                                 | - Amerie – "1 Thing" - Jay-Z – "99 Problems" - John Legend – "Ordinary People" - Snoop Dogg e Pharrell Williams – "Drop It Like It's Hot" |       |
| 2006 | Mary J. Blige                           | "Be Without You"                              | - Beyoncé, Slim Thug e Bun B – "Check on It" - Missy Elliott, Ciara e Fatman Scoop – "Lose Control" - R. Kelly – "Trapped in the Closet" - Busta Rhymes, Papoose, Rah Digga, Missy Elliott, DMX, Mary J. Blige e Lloyd Banks – "Touch It" |       |
| 2006 | Kanye West Jamie Foxx                   | "Gold Digger"                                 | - Beyoncé, Slim Thug e Bun B – "Check on It" - Missy Elliott, Ciara e Fatman Scoop – "Lose Control" - R. Kelly – "Trapped in the Closet" - Busta Rhymes, Papoose, Rah Digga, Missy Elliott, DMX, Mary J. Blige e Lloyd Banks – "Touch It" |       |
| 2007 | Beyoncé                                 | "Irreplaceable"                               | - Akon e Snoop Dogg – "I Wanna Love You" - Beyoncé e Shakira – "Beautiful Liar" - Ciara – "Like a Boy" - Gnarls Barkley – "Crazy" | [ 7 ] |
| 2008 | UGK Outkast                             | "International Players Anthem (I Choose You)" | - Ashanti – "The Way That I Love You" - Erykah Badu – "Honey" - Mary J. Blige – "Just Fine" - Alicia Keys – "Like You'll Never See Me Again" - Kanye West e T-Pain – "Good Life" |       |
| 2009 | Beyoncé                                 | "Single Ladies (Put a Ring on It)"            | - Beyoncé – "If I Were a Boy" - Jamie Foxx e T-Pain – "Blame It" - T.I. e Rihanna – "Live Your Life" - Kanye West – "Heartless" |       |
| 2010 | Beyoncé Lady Gaga                       | "Video Phone"                                 | - B.o.B e Bruno Mars – "Nothin' On You" - Melanie Fiona – "It Kills Me" - Jay-Z e Alicia Keys – "Empire State of Mind" - Jay-Z, Rihanna e Kanye West – "Run This Town" |       |
| 2011 | Chris Brown Busta Rhymes Lil Wayne      | "Look at Me Now"                              | - Marsha Ambrosius – "Far Away" - B.o.B e Hayley Williams – "Airplanes" - Keri Hilson – "Pretty Girl Rock" - Willow Smith – "Whip My Hair" - Kanye West e Pusha T – "Runaway" |       |
| 2012 | Jay-Z Kanye West Otis Redding           | "Otis"                                        | - Beyoncé – "Countdown" - Beyoncé – Love on Top" - Jay-Z e Kanye West – "Niggas in Paris" - Usher – "Climax" |       |
| 2013 | Drake                                   | "Started from the Bottom"                     | - 2 Chainz e Drake – "No Lie" - ASAP Rocky, Drake, 2 Chainz e Kendrick Lamar – "Fuckin' Problems" - Drake e Lil Wayne – "HYFR (Hell Ya Fucking Right)" - Kendrick Lamar e Drake "Poetic Justice]]" - Macklemore, Ryan Lewis, Wanz – "Thrift Shop" - Miguel – "Adorn" - Rihanna – "Diamonds" - Justin Timberlake e Jay-Z – "Suit & Tie" - Kanye West, Big Sean, Pusha T e 2 Chainz – "Mercy" |       |
| 2014 | Pharrell Williams                       | "Happy"                                       | - Beyoncé – "Partition" - Beyoncé e Jay-Z – "Drunk in Love" - Chris Brown – "Fine China" - Drake – "Worst Behavior" |       |
| 2015 | Beyoncé                                 | "7/11"                                        | - Big Sean e E-40 – "I Don't Fuck with You" - Chris Brown, Lil Wayne e Tyga – "Loyal" - Chris Brown, Usher e Rick Ross – "New Flame" - Common e John Legend – "Glory" - Nicki Minaj – "Anaconda" |       |
| 2016 | Beyoncé                                 | "Formation"                                   | - Drake – "Hotline Bling" - Kendrick Lamar – "Alright" - Rihanna e Drake – "Work" - Bryson Tiller – "Don't" |       |
| 2017 | Beyoncé                                 | "Sorry"                                       | - Bruno Mar – "24K Magic" - Big Sean – "Bounce Back" - Migos e Lil Uzi Vert – "Bad and Boujee" - Solange – "Cranes in the Sky" |       |
| 2018 | Drake                                   | "God's Plan"                                  | - Cardi B – "Bodak Yellow" - DJ Khaled, Rihanna e Bryson Tiller – "Wild Thoughts" - Migos e Drake – "Walk It Talk It" - Bruno Mars e Cardi B – "Finesse" - Kendrick Lamar – "HUMBLE." |       |
| 2019 | Childish Gambino                        | "This Is America"                             | - 21 Savage e J. Cole – "A Lot" - Cardi B – "Money" - Cardi B e Bruno Mars – "Please Me" - Drake – "Nice for What" - The Carters – "Apes**t" |       |
| 2020 | DJ Khaled Nipsey Hussle John Legend     | "Higher"                                      | - Chris Brown e Drake – "No Guidance" - DaBaby – "Bop" - Doja Cat – "Say So" - Megan Thee Stallion, Nicki Minaj e Ty Dolla $ign – "Hot Girl Summer" - Roddy Ricch – "The Box" |       |
| 2021 | Cardi B Megan Thee Stallion             | "WAP"                                         | - Cardi B – "Up" - Chloe x Halle – "Do It" - Chris Brown e Young Thug – "Go Crazy" - Drake e Lil Durk – "Laugh Now Cry Later" - Silk Sonic – "Leave the Door Open" |       |
| 2022 | Baby Keem Kendrick Lamar                | "Family Ties"                                 | - Chlöe – "Have Mercy" - Doja Cat e SZA – "Kiss Me More" - Ari Lennox – "Pressure" - Drake, Future e Young Thug – "Way 2 Sexy" |       |
| 2022 | Silk Sonic                              | "Smokin out the Window"                       | - Chlöe – "Have Mercy" - Doja Cat e SZA – "Kiss Me More" - Ari Lennox – "Pressure" - Drake, Future e Young Thug – "Way 2 Sexy" |       |